# Волжский район (Саратов)
Волжский район — один из шести районов Саратова, самая древняя часть города, исторический центр Саратова с богатой историей и культурными традициями. Находится в северо-восточной части города и граничит на западе с Кировским, Фрунзенским и Октябрьским районом.
Площадь района составляет 94,74 км². Население района на 1 января 2013 года составило 74,5 тыс. чел на 1 января 2017 69,8 тыс. чел.. В районе сосредоточена основная часть памятников и архитектурных ансамблей города.

## История района
Строительство современного Саратова началось в 1674 году, после перенесения его с левого берега на правый. Строительством поставлен был ведать согласно царскому Указу «Саратов на горах делать новый» полковник «градоделец» Шель. Центром возведения стала бывшая Старособорная, ныне Музейная, площадь, — место высокое и удобное в военном отношении. Эта прибрежная территория стала началом будущего Волжского района.
Названия улиц и переулков служат напоминанием об исторических корнях города. При закладке города территория застройки была обнесена крепостным валом и рвом, поскольку город изначально строился как крепость. Вдоль крепостного вала строились постройки бытового назначения, была построена Казанская церковь, возникла и улица Казанская. Со временем военное значение города утратилось, крепостной вал был срыт, ров завален, на его месте появилась улица Валовая — самая древняя улица города Саратова.
Сам Волжский район города Саратова образован 26 октября 1934 года Решением заседания Президиума Саратовского Городского Совета.

## Население
| 1959    | 1970    | 1979     | 1989    | 2002    | 2009    | 2010    |
| ------- | ------- | -------- | ------- | ------- | ------- | ------- |
| 99 900  | ↘94 656 | ↗95 895  | ↘84 753 | ↘82 913 | ↘74 000 | ↗77 685 |
| 2012    | 2013    | 2014     | 2015    | 2016    | 2017    | 2018    |
| ↘76 061 | ↘74 489 | ↘72 627  | ↘71 190 | ↘70 454 | ↘69 789 | ↘68 261 |
| 2019    | 2020    | 2021     |         |         |         |         |
| ↘68 170 | ↗68 723 | ↗106 923 |         |         |         |         |

## В наши дни

### Достопримечательности

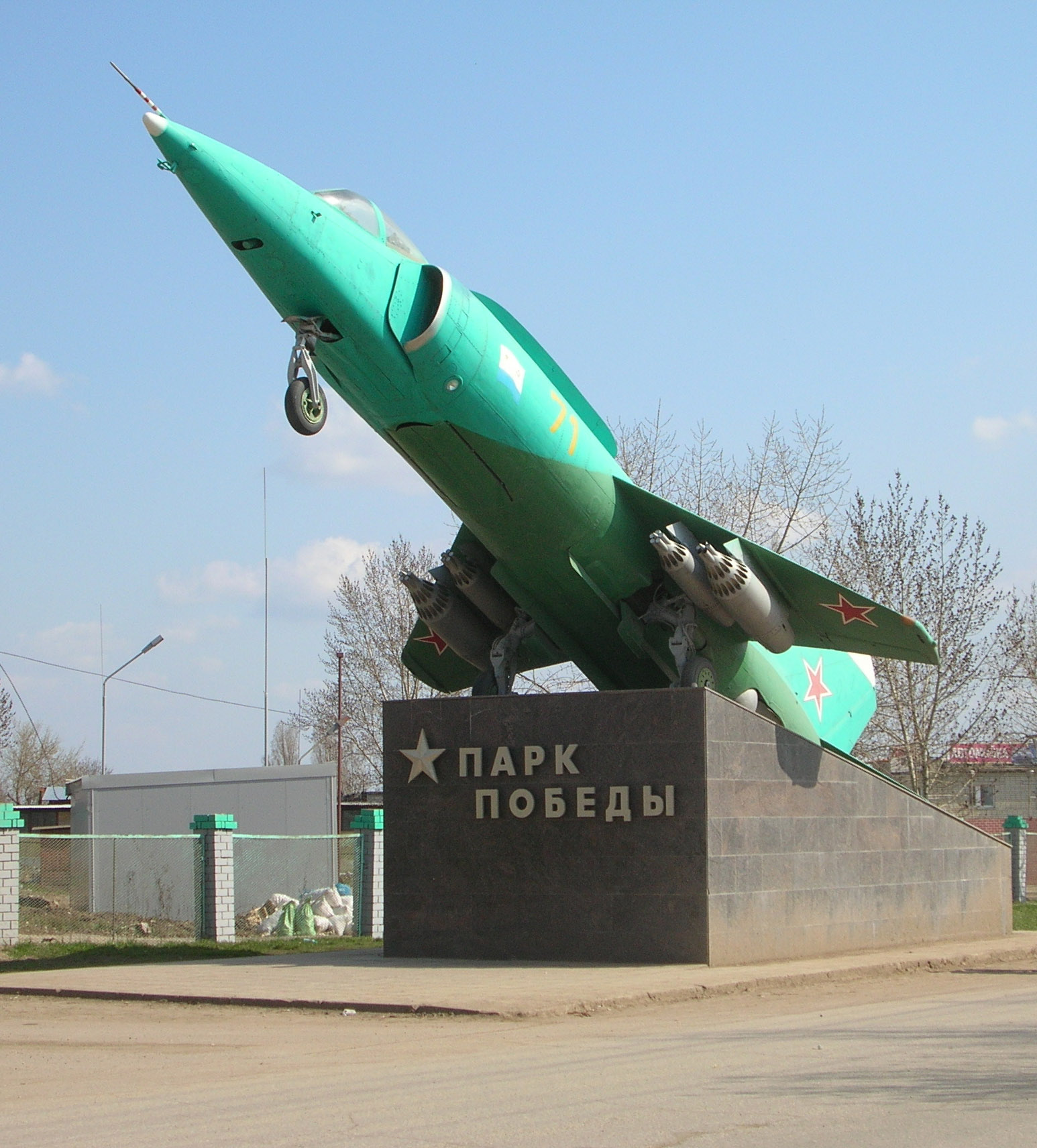
У входа в Парк Победы

В Волжском районе сегодня[когда?]

 сосредоточена основная часть памятников и архитектурных ансамблей города, в том числе более 70 — федерального значения. В районе располагается фундаментальное здание художественного музея имени А. Н. Радищева, театр оперы и балета им. Чернышевского, уникальный дом — музей Павла Кузнецова, областная филармония, гарнизонный Дом офицеров. Также в районе находится большое число архитектурных памятников. Знакомство с этими музеями, памятниками и историческими местами оставляет у каждого глубокое впечатление и красоты России.
В районе располагается Речной вокзал; мост через реку Волгу, соединяющий Саратов с Энгельсом; Набережная космонавтов. На Соколовой горе раскинулся парк Победы. В парке есть широкая аллея дружбы, прогулочные дорожки, площадки отдыха. В парке Победы находится величественный монумент — памятник погибшим воинам — саратовцам, названный жителями города «Журавлями». Составным элементом мемориала является музей боевой славы, включающий экспозицию боевой техники под открытым небом — 90 единиц.

### Досуг

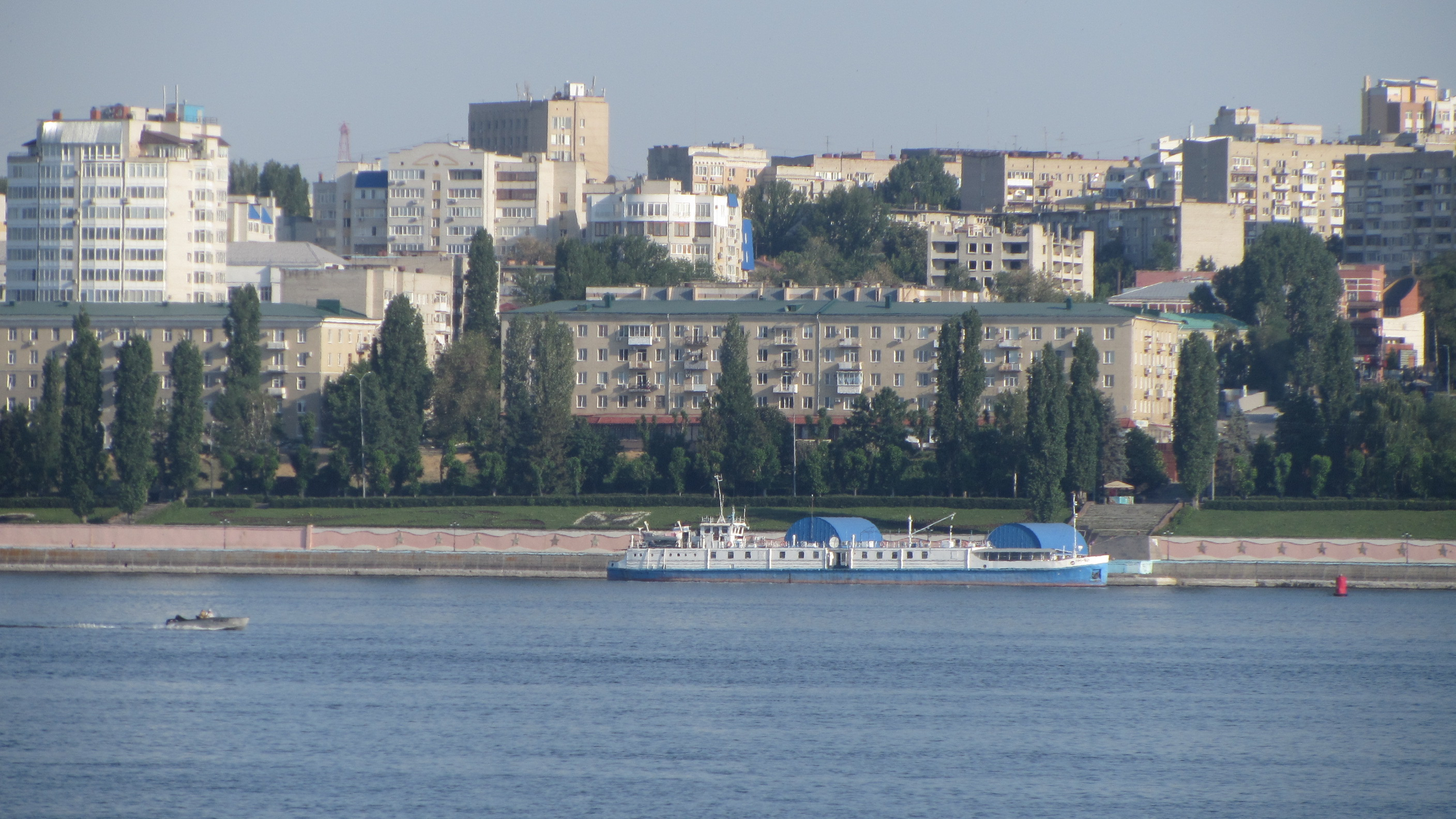
Волжский район, Набережная Космонавтов

Традиционно именно в Волжском районе проводится основная масса всех областных праздничных мероприятий — на Театральной площади, в сквере Маяковского, на Набережной Космонавтов. Одним из самых красивых, уютных парков города, излюбленным местом отдыха у саратовцев является городской парк Липки. На месте парка сначала находился городской бульвар, именуемый Александровским, а впоследствии, когда липы разрослись, его все стали называть просто «Липками», и затем название прочно закрепилось.

### Религия
Волжский район — своеобразный религиозный центр. Здесь представлены все религиозные конфессии. В районе находится православное Епархиальное управление, храм «Утоли Моя печали», Духосошественский собор, Троицкий собор. В Волжском районе расположено Духовное управление мусульман Поволжья, а также католический собор.

### Образование
Значительный потенциал имеет район в области образования. В районе три крупных ВУЗа — Саратовский государственный аграрный университет, Саратовский государственный социально-экономический университет и Поволжская академия государственной службы им. П. А. Столыпина, 7 средних профессиональных учебных заведения, 19 школ различного типа, а также 20 детских садов, 1 детский дом, 4 учреждения дополнительного образования, межшкольный учебный комбинат. В сентябре 2008 года возвращены в действующую сеть дошкольных образовательных учреждений два помещения — филиал детского сада № 97 в совхозе «Комбайн» на 40 мест и филиал детского сада № 94 на базе Гуманитарного экономического лицея.

### Спорт
Спортивные сооружения — слабое место Волжского района. Фактически они представлены лишь бассейном «Юность», ФОК «Звёздный» и ФОК в поселке Юбилейный. Зато на набережной располагается единственный в городе клуб моржей «Нептун».

### Жилищно-коммунальное хозяйство
На сегодняшний день в районе действуют 7 управляющих компаний и 107 ТСЖ, ЖСК. За 2008 год из района вывезено 22 тыс.  м³ мусора, ликвидировано 1185 несанкционированных свалок, на территории частного сектора было установлено 16 мультиконтейнеров.

### Здравоохранение
В районе действуют 6 поликлиник, 3 больницы, а также НИИ травматологии и ортопедии федерального значения.

### Торговля
На территории Волжского района функционируют 385 магазинов, 112 кафе и ресторанов, 155 предприятий сферы услуг, 3 рынка. В районе число торговых площадей почти в два раза больше нормативного.

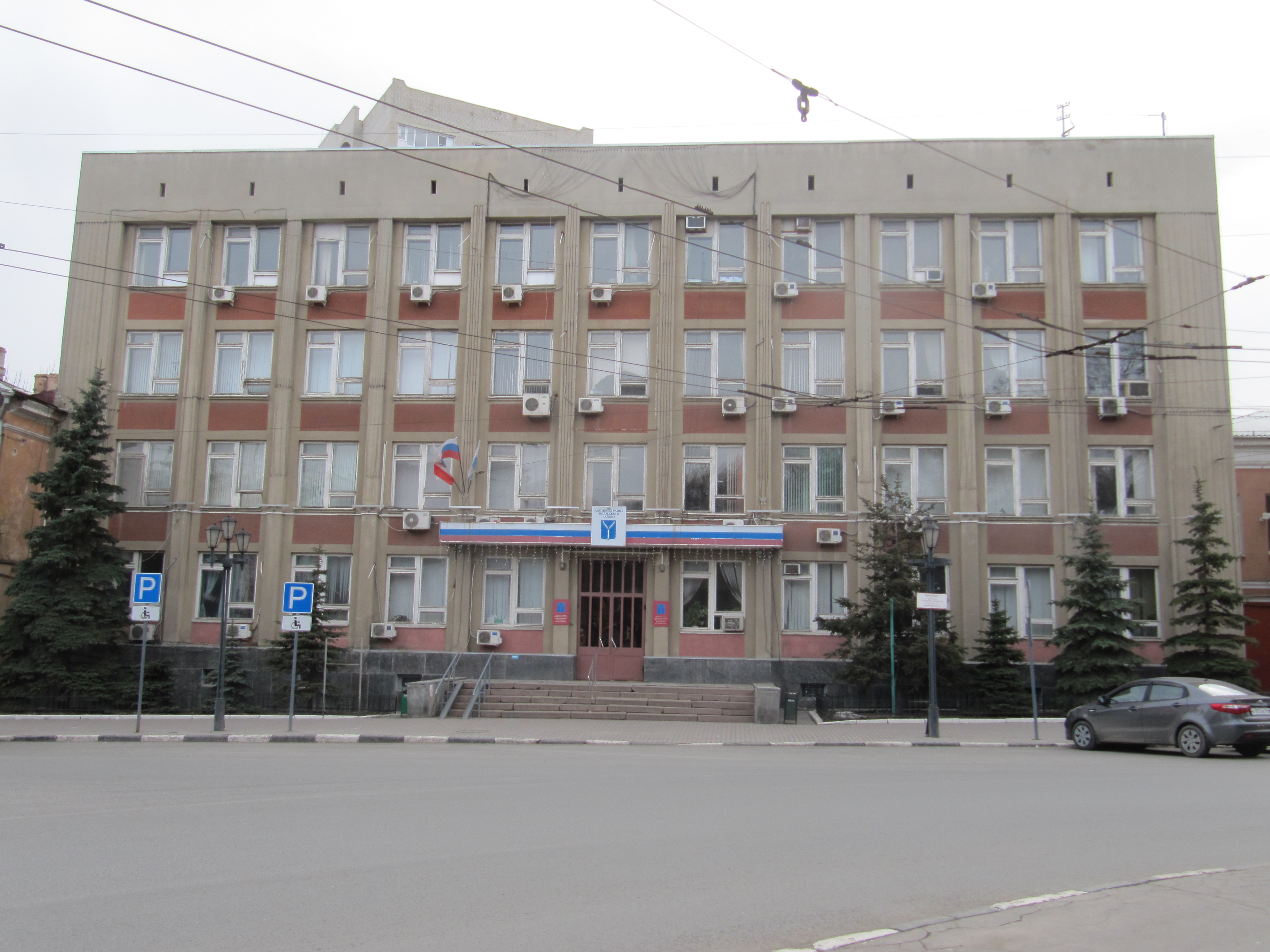
Администрация Волжского района Саратов

### Общественная безопасность
В районе располагаются 55 камер видеонаблюдения, 25 световых табло, 4 проблесковых маячка «Здесь можно вызвать полицию».

### Дороги
В районе более 130 улиц, 7 площадей, 35 проездов, 8 тупиков, 6 переулков.

## Органы власти
Волжский муниципальный район является частью муниципального образования «Город Саратов».  Адрес администрации — Соборная площадь 3.